# Olympische Sommerspiele 2012/Leichtathletik – 400 m (Männer)

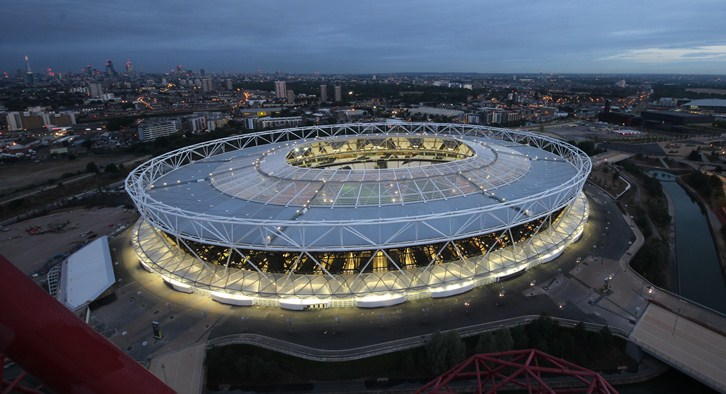
Das Olympiastadion von London im Jahr 2015

Der 400-Meter-Lauf der Männer bei den Olympischen Spielen 2012 in London wurde am 7., 8. und 9. August 2012 im Olympiastadion London ausgetragen. 49 Athleten nahmen teil.
Olympiasieger wurde Kirani James aus Grenada. Er gewann vor Luguelin Santos aus der Dominikanischen Republik und Lalonde Gordon aus Trinidad und Tobago.
Athleten aus Deutschland, der Schweiz, Österreich und Liechtenstein nahmen nicht teil.

## Aktuelle Titelträger
| Olympiasieger                      | LaShawn Merritt ( USA)            | 43,75 s | Peking 2008       |
| Weltmeister                        | Kirani James ( Grenada)           | 44,60 s | Daegu 2011        |
| Europameister                      | Pavel Maslák ( Tschechien)        | 45,42 s | Helsinki 2012     |
| Zentralamerika und Karibik-Meister | Renny Quow ( Trinidad und Tobago) | 45,44 s | Mayagüez 2011     |
| Südamerika-Meister                 | Kléberson Davide ( Brasilien)     | 46,74 s | Buenos Aires 2011 |
| Asienmeister                       | Youssef Masrahi ( Saudi-Arabien)  | 45,79 s | Kōbe 2011         |
| Afrikameister                      | Isaac Makwala ( Botswana)         | 45,25 s | Porto-Novo 2012   |
| Ozeanienmeister                    | Liam Mitchell ( Neuseeland)       | 48,83 s | Cairns 2012       |

## Rekorde

### Bestehende Rekorde
| Weltrekord         | Michael Johnson ( USA) | 43,18 s | Sevilla, Spanien       | 26. August 1999 |
| Olympischer Rekord | Michael Johnson ( USA) | 43,49 s | Finale OS Atlanta, USA | 29. Juli 1996   |

Der bestehende olympische Rekord wurde bei diesen Spielen nicht erreicht. Die schnellste Zeit erzielte Olympiasieger Kirani James aus Grenada mit 43,94 s im Finale am 6. August. Den Olympiarekord verfehlte er damit um 45 Hundertstelsekunden. Zum Weltrekord fehlten ihm 76 Hundertstelsekunden.

### Rekordverbesserungen
Es wurden vier Landesrekorde aufgestellt:
- 44,43 s – Jonathan Borlée (Belgien), dritter Vorlauf am 4. August
- 44,91 s – Pavel Maslák (Tschechien), dritter Vorlauf am 4. August
- 45,71 s – Donald Sanford (Israel), dritter Vorlauf am 4. August
- 43,94 s – Kirani James (Grenada), Finale am 6. August

Anmerkung:
Alle Zeiten in diesem Beitrag sind nach Ortszeit London (UTC±0) angegeben.

## Doping
In diesem Wettbewerb gab es zwei Dopingfälle:
- Bereits vor Beginn der Wettkämpfe wurde der Kolumbianer Diego Palomeque nach positiver A- und B-Probe auf Testosteron von der Teilnahme ausgeschlossen.[2]
- Der im Halbfinale ausgeschiedene Maxim Dyldin, Russland wurde vom Internationalen Sportgerichtshofs CAS wegen eines verpassten Dopingtests vom 6. Januar 2017 an für vier Jahre gesperrt. Unter anderem seine hier in London erzielten Resultate wurden annulliert. Davon betroffen waren auch sein mit der russischen 4-mal-400-Meter-Staffel erzielter fünfter Platz.[3][4]

Benachteiligt wurde der Jamaikaner Rusheen McDonald, der sich über seine Platzierung für das Halbfinale qualifiziert hätte.

## Qualifikationsgrundlagen
Jedes NOK konnte bis zu drei Athleten nominieren, die die von der IAAF festgesetzte Qualifikationszeit von 45,30 Sekunden (A-Standard) bei einem während der Qualifikationszeit abgehaltenen Wettkampf liefen. Sollte kein Athlet eines NOKs den A-Standard schaffen, konnte das betreffende NOK einen Athleten nominieren, der den B-Standard von 45,90 Sekunden erreicht hatte. Unbeachtet der gelaufenen Zeiten konnten die NOKs, deren Athleten weder den A- noch den B-Standard erzielt hatten, einen Sportler nominieren.

## Vorlauf
Es wurden sieben Vorläufe durchgeführt. Für das Halbfinale qualifizierten sich pro Lauf die ersten drei Athleten (hellblau unterlegt). Darüber hinaus kamen die drei Zeitschnellsten, die sogenannten Lucky Loser (hellgrün unterlegt), weiter.
In Lauf eins trat mit dem Südafrikaner Oscar Pistorius der erste beidseitig beinamputierte Athlet in der Leichtathletik bei Olympischen Spielen an.
Der in Lauf zwei startende Liemarvin Bonevacia, der als unabhängiger olympischer Athlet unter dem internationalen Kürzel IOA antrat, wurde auf der niederländische Karibikinsel Curaçao geboren.
Die schnellste Vorlaufzeit erreichte in Lauf drei der Belgier Jonathan Borlée mit 44,43 s, was neuen belgischen Rekord bedeutete. In diesem Vorlauf wurde zwei weitere nationale Rekorde aufgestellt. Pavel Maslák, der Zweiter wurde, verbesserte den tschechischen Rekord auf 44,91 s, Donald Sanford lief mit 45,71 s neuen israelischen Rekord. Sanford wurde jedoch nur Fünfter und schied aus.
Die langsamste Zeit zum Erreichen des Halbfinals war 46,12 s. Dem Briten Conrad Williams reichte in Lauf sechs diese Leistung zum Weiterkommen.
LaShawn Merritt, der US-amerikanische Olympiasieger von 2008, musste verletzungsbedingt seinen Vorlauf (Lauf sechs) abbrechen.

### Vorlauf 1

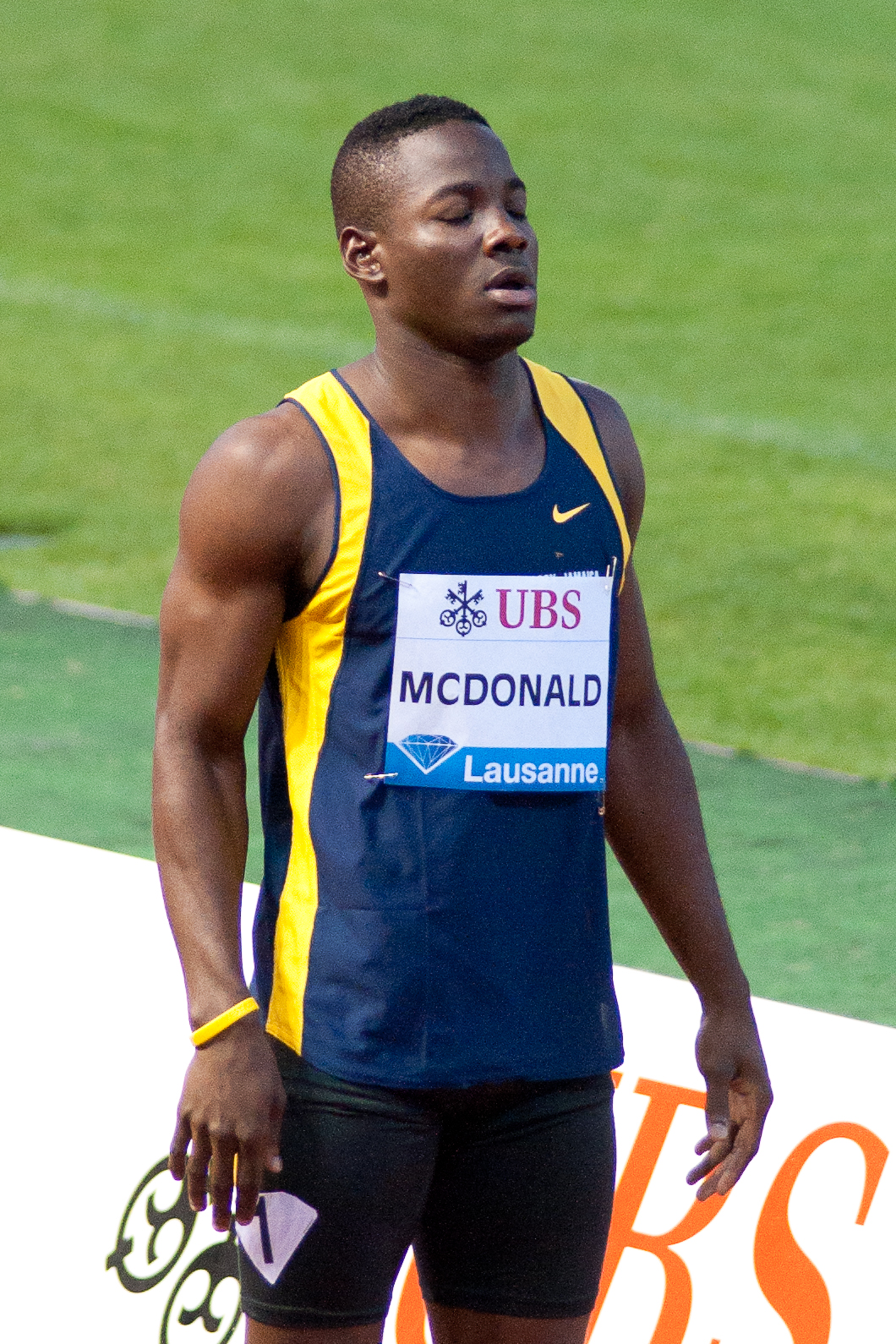
Rusheen McDonald – ausgeschieden als Vierter des ersten Vorlaufs

4. August 2012, 10:35 Uhr
| Platz | Name                     | Nation                  | Zeit (s) | Anmerkung                                  |
| ----- | ------------------------ | ----------------------- | -------- | ------------------------------------------ |
| 1     | Luguelín Santos          | Dominikanische Republik | 45,04    |                                            |
| 2     | Oscar Pistorius          | Südafrika               | 45,44    |                                            |
| 3     | Rusheen McDonald         | Jamaika                 | 46,67    | eigentlich für das Halbfinale qualifiziert |
| 4     | Witalij Butrym           | Ukraine                 | 47,62    |                                            |
| DOP   | Maxim Dyldin             | Russland                | 45,52    | für das Halbfinale zugelassen              |
| DNS   | Ahmed Mohamed Al-Merjabi | Oman                    |          |                                            |
| DNS   | Ronny Quow               | Trinidad und Tobago     |          |                                            |

### Vorlauf 2

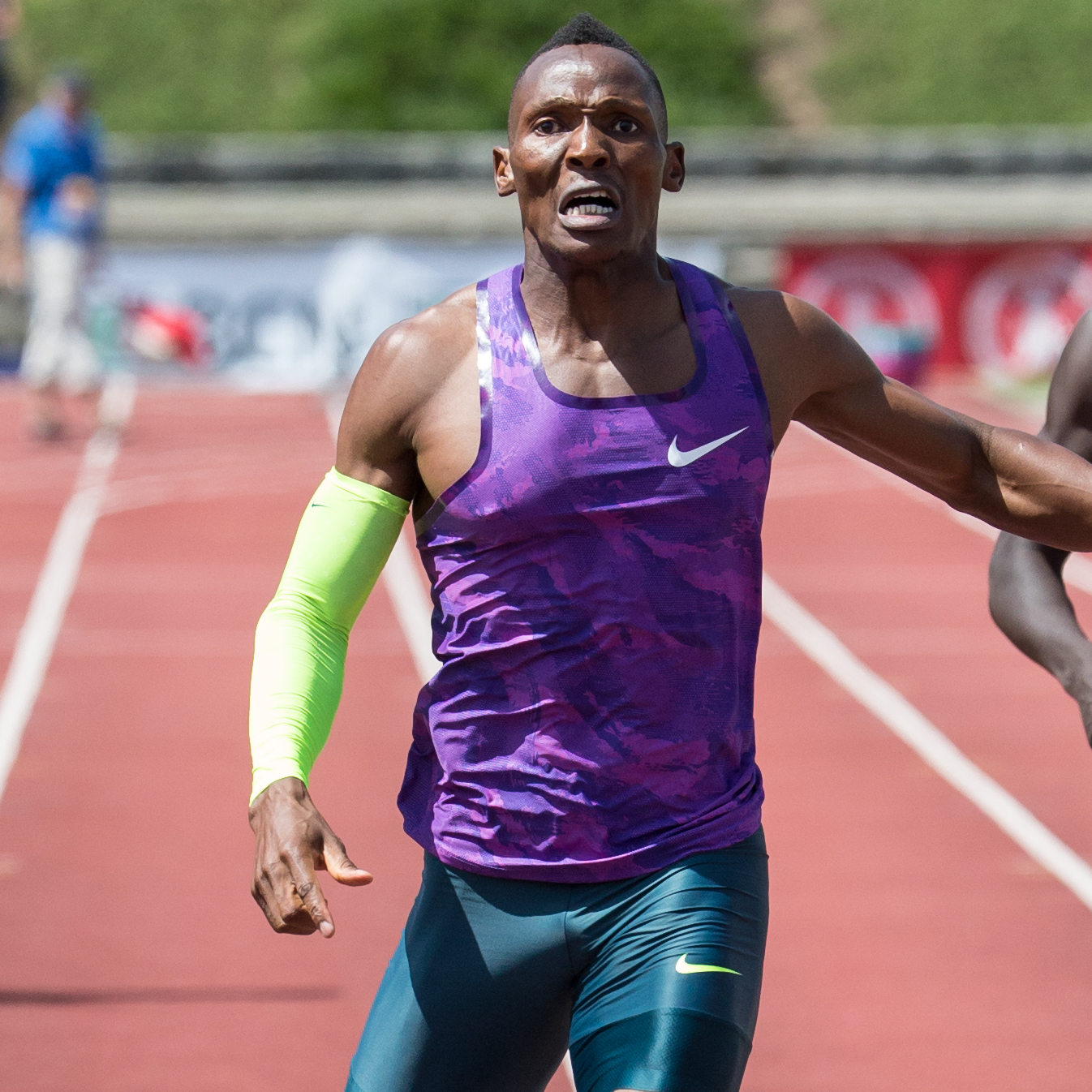
Isaac Makwala – ausgeschieden als Vierter des zweiten Vorlaufs
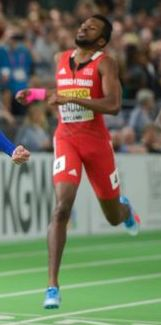
Deon Lendore – ausgeschieden als Fünfter des zweiten Vorlaufs

4. August 2012, 10:43 Uhr
| Platz | Name                | Nation                        | Zeit (s) |
| ----- | ------------------- | ----------------------------- | -------- |
| 1     | Kirani James        | Grenada                       | 45,23    |
| 2     | Ramon Miller        | Bahamas                       | 45,57    |
| 3     | Liemarvin Bonevacia | Unabhängige Olympiateilnehmer | 45,60    |
| 4     | Isaac Makwala       | Botswana                      | 45,67    |
| 5     | Deon Lendore        | Trinidad und Tobago           | 45,81    |
| 6     | Daundre Barnaby     | Kanada                        | 46,04    |
| 7     | Bereket Desta       | Äthiopien                     | 47,40    |
| 8     | Bahaa Al-Farra      | Palästina                     | 49,93    |

### Vorlauf 3

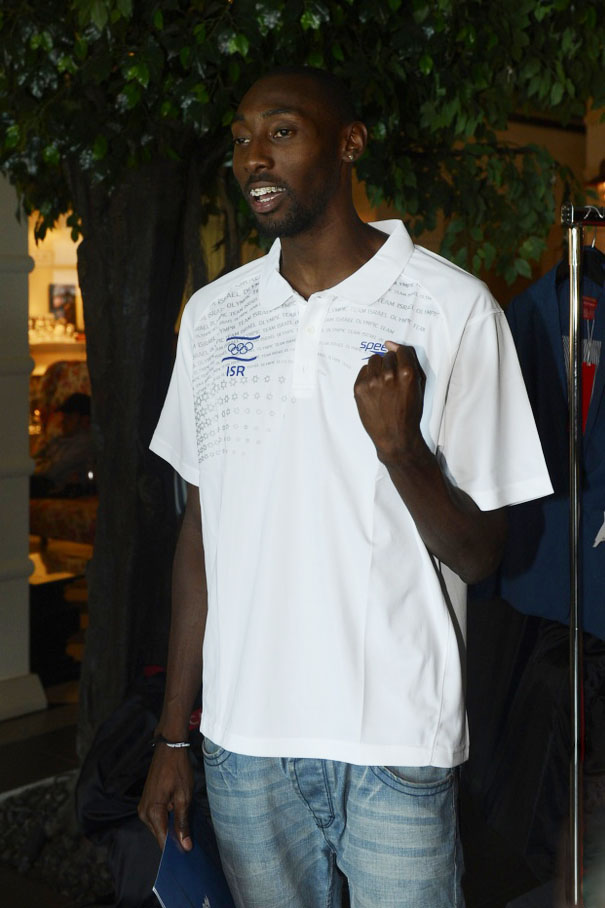
Donald Sanford schied trotz neuen israelischen Landesrekords als Fünfter des dritten Vorlaufs aus

4. August 2012, 10:51 Uhr
| Platz | Name                     | Nation          | Zeit (s) | Anmerkung |
| ----- | ------------------------ | --------------- | -------- | --------- |
| 1     | Jonathan Borlée          | Belgien         | 44,43    | NR        |
| 2     | Pavel Maslák             | Tschechien      | 44,91    | NR        |
| 3     | Pawel Trenichin          | Russland        | 45,00    |           |
| 4     | Dane Hyatt               | Jamaika         | 45,14    |           |
| 5     | Donald Sanford           | Israel          | 45,71    | NR        |
| 6     | Nelson Stone             | Papua-Neuguinea | 46,71    |           |
| 7     | Sergey Zaykov            | Kasachstan      | 47,12    |           |
| 8     | Ak Hafiy Tajuddin Rositi | Brunei          | 48,67    |           |

### Vorlauf 4

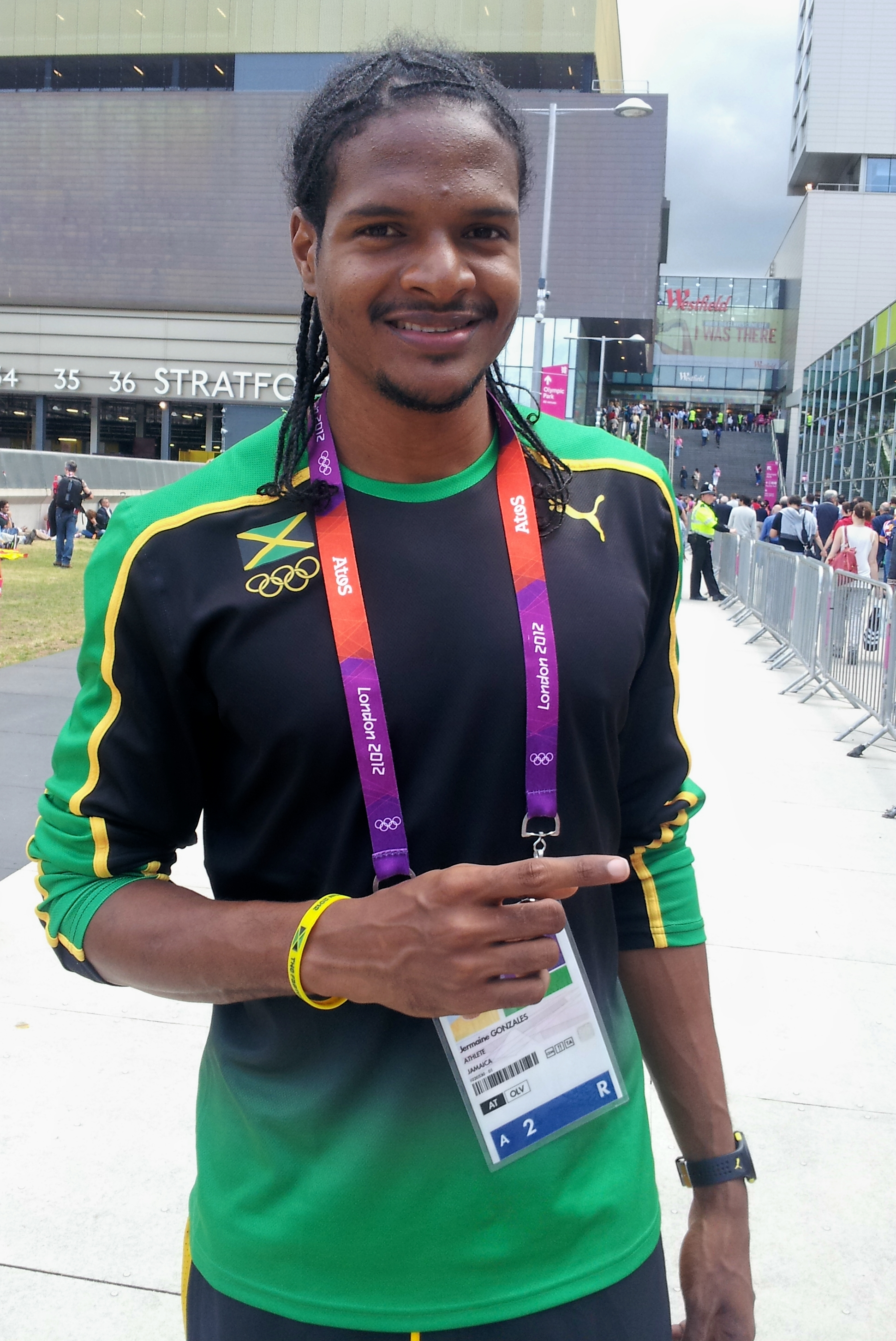
Jermaine Gonzales – ausgeschieden als Sechster des vierten Vorlaufs

4. August 2012, 10:59 Uhr
| Platz | Name              | Nation                       | Zeit (s) |
| ----- | ----------------- | ---------------------------- | -------- |
| 1     | Demetrius Pinder  | Bahamas                      | 44,92    |
| 2     | Bryshon Nellum    | USA                          | 45,29    |
| 3     | Youssef Masrahi   | Saudi-Arabien                | 45,43    |
| 4     | Tabarie Henry     | Amerikanische Jungferninseln | 45,43    |
| 5     | Albert Bravo      | Venezuela                    | 45,61    |
| 6     | Jermaine Gonzales | Jamaika                      | 46,21    |
| 7     | Kristijan Efremov | Mazedonien                   | 47,92    |
| 8     | Thet Zaw Win      | Myanmar                      | 50,07    |

### Vorlauf 5
4. August 2012, 11:07 Uhr
| Platz | Name            | Nation         | Zeit (s) |
| ----- | --------------- | -------------- | -------- |
| 1     | Chris Brown     | Bahamas        | 45,40    |
| 2     | Tony McQuay     | USA            | 45,48    |
| 3     | Nigel Levine    | Großbritannien | 45,58    |
| 4     | Yūzō Kanemaru   | Japan          | 46,01    |
| 5     | Janis Leitis    | Lettland       | 46,41    |
| 6     | Augusto Stanley | Paraguay       | 47,21    |

### Vorlauf 6

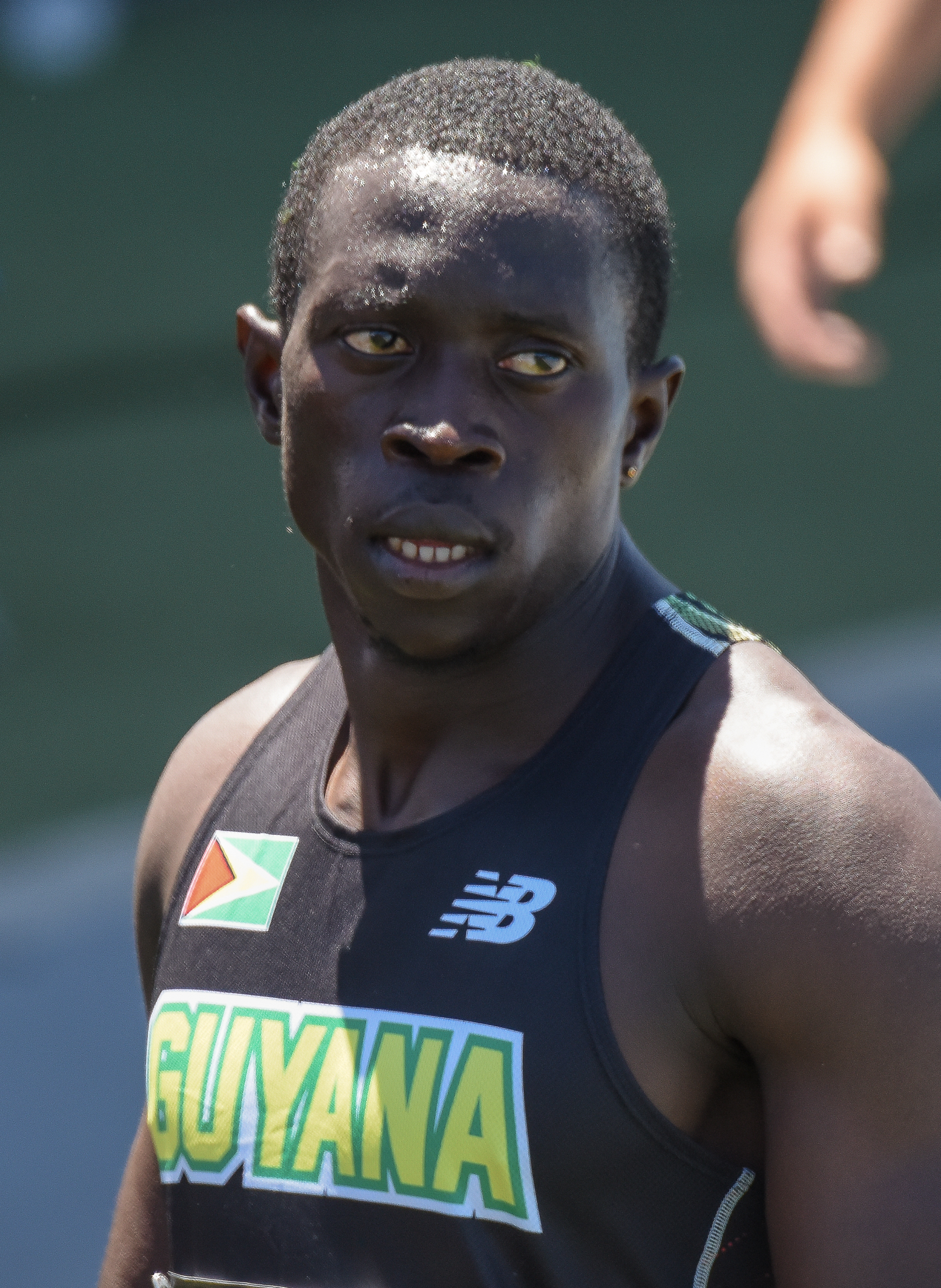
Winston George – ausgeschieden als Sechster des fünften Vorlaufs
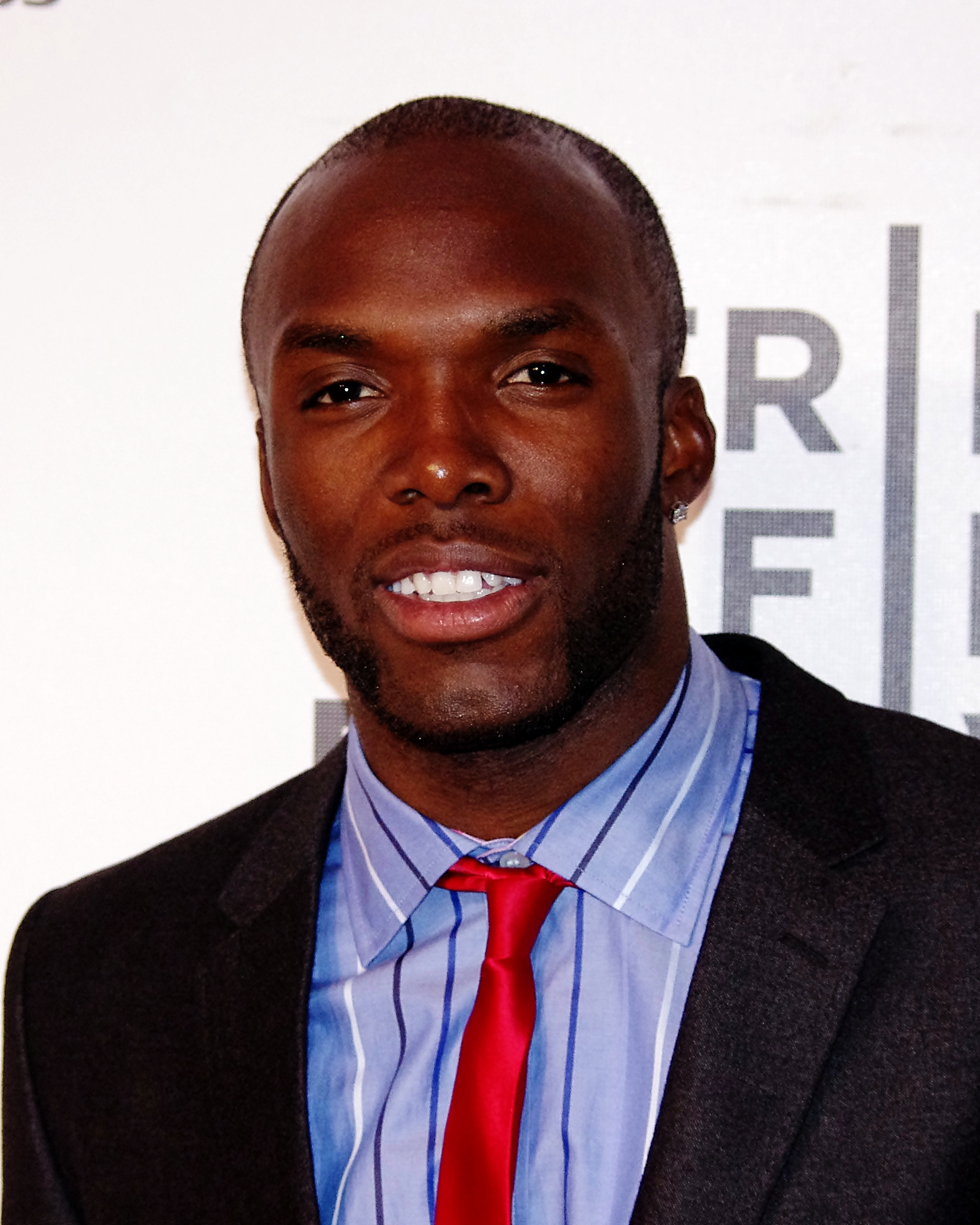
LaShawn Merritt musste im fünften Vorlauf verletzt aufgeben

4. August 2012, 11:15 Uhr
| Platz | Name              | Nation              | Zeit (s) |
| ----- | ----------------- | ------------------- | -------- |
| 1     | Steven Solomon    | Australien          | 45,18    |
| 2     | Lalonde Gordon    | Trinidad und Tobago | 45,43    |
| 3     | Conrad Williams   | Großbritannien      | 46,12    |
| 4     | Marcell Deák Nagy | Ungarn              | 46,17    |
| 5     | Winston George    | Guyana              | 46,86    |
| 6     | Sajjad Hashemi    | Iran                | 47,75    |
| DNF   | LaShawn Merritt   | USA                 |          |

### Vorlauf 7

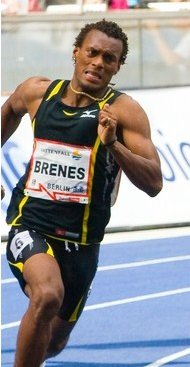
Nery Brenes – ausgeschieden als Vierter des siebten Vorlaufs

4. August 2012, 11:23 Uhr
| Platz | Name               | Nation         | Zeit (s) |
| ----- | ------------------ | -------------- | -------- |
| 1     | Kevin Borlée       | Belgien        | 45,14    |
| 2     | Martyn Rooney      | Großbritannien | 45,36    |
| 3     | Rabah Yousif       | Sudan          | 45,46    |
| 4     | Nery Brenes        | Costa Rica     | 45,65    |
| 5     | Erison Hurtault    | Dominica       | 46,05    |
| 6     | Marcin Marciniszyn | Polen          | 46,35    |
| DNF   | Mathieu Gnanligo   | Benin          |          |

## Halbfinale
Es wurden drei Halbfinalläufe durchgeführt. Für das Finale qualifizierten sich pro Lauf die ersten zwei Athleten (hellblau unterlegt). Darüber hinaus kamen die zwei Zeitschnellsten, die sogenannten Lucky Loser (hellgrün unterlegt), weiter.
Mit 44,58 s lief Lalonde Gordon die schnellste Halbfinalzeit in Lauf eins.
44,99 s reichten Jonathan Borlée in Lauf zwei, um sich für das Finale zu qualifizieren. Alle qualifizierten Athleten mussten unter 45 Sekunden laufen.

### Lauf 1
5. August 2012, 20:40 Uhr
| Platz | Name             | Nation                       | Zeit (s) |
| ----- | ---------------- | ---------------------------- | -------- |
| 1     | Lalonde Gordon   | Trinidad und Tobago          | 44,58    |
| 2     | Demetrius Pinder | Bahamas                      | 44,94    |
| 3     | Steven Solomon   | Australien                   | 44,97    |
| 4     | Rabah Yousif     | Sudan                        | 45,13    |
| 5     | Pavel Maslák     | Tschechien                   | 45,15    |
| 6     | Tabarie Henry    | Amerikanische Jungferninseln | 45,19    |
| 7     | Pawel Trenichin  | Russland                     | 45,35    |
| 8     | Conrad Williams  | Großbritannien               | 45,53    |

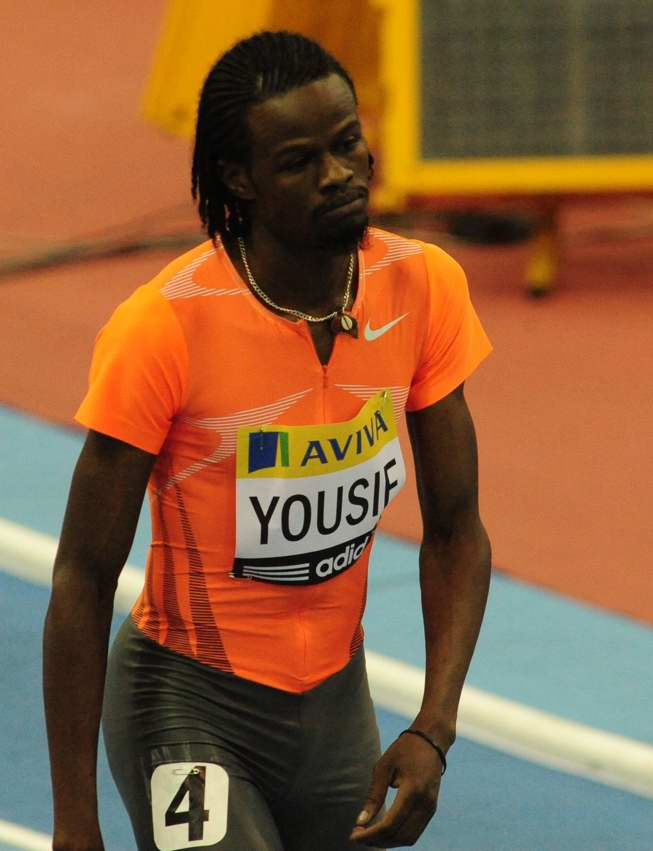
Rabah Yousif – ausgeschieden als Vierter des ersten Halbfinals

Weitere im ersten Halbfinale ausgeschiedene Läufer:

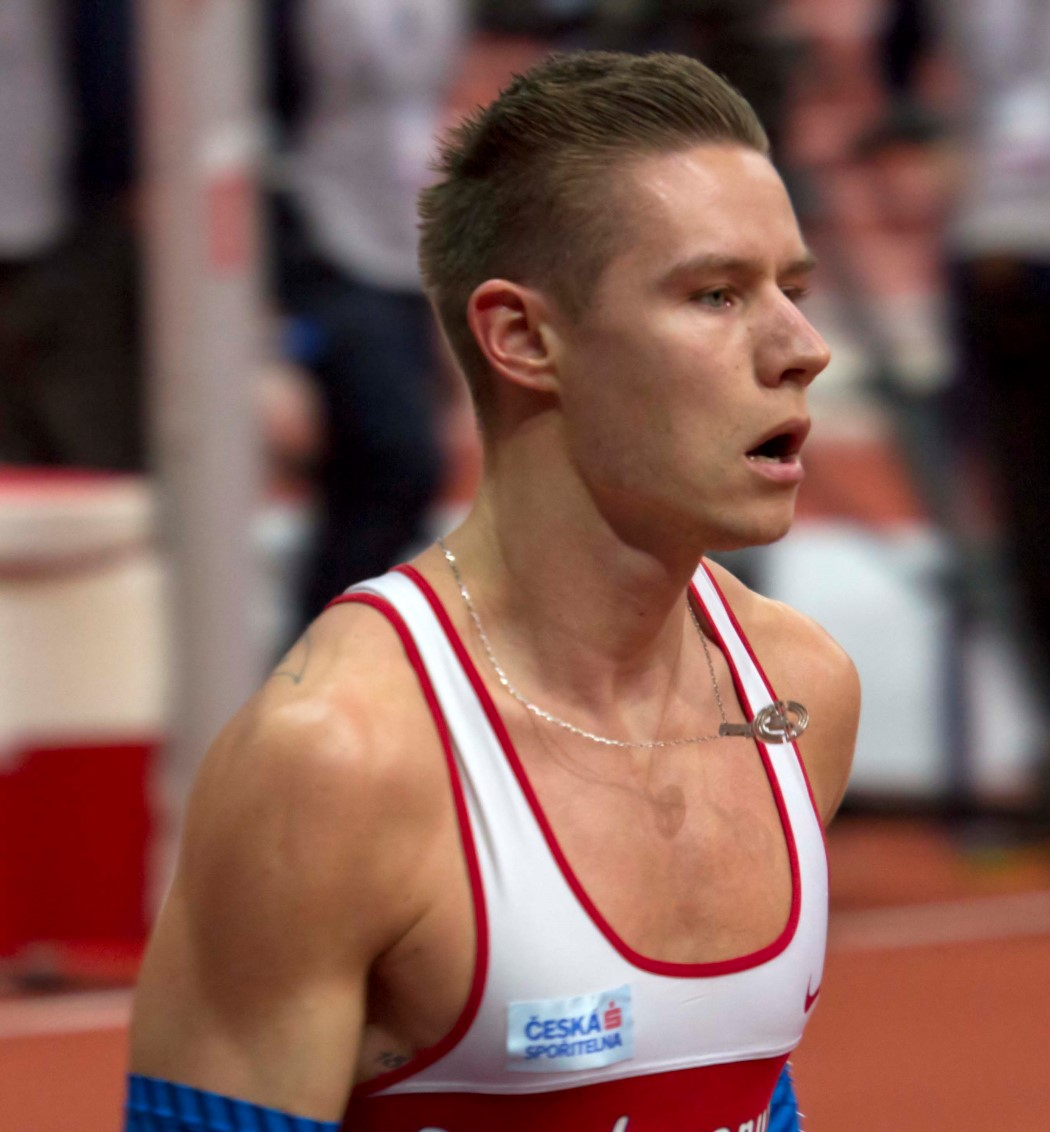
Pavel Maslák – Rang fünf
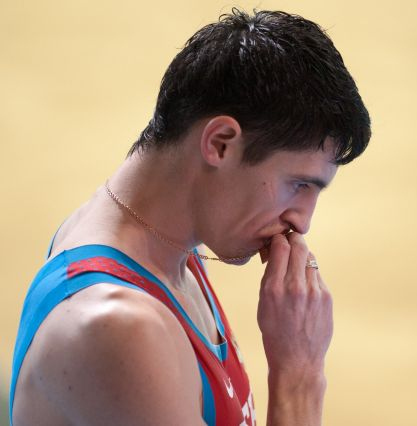
Pawel Trenichin – Rang sieben
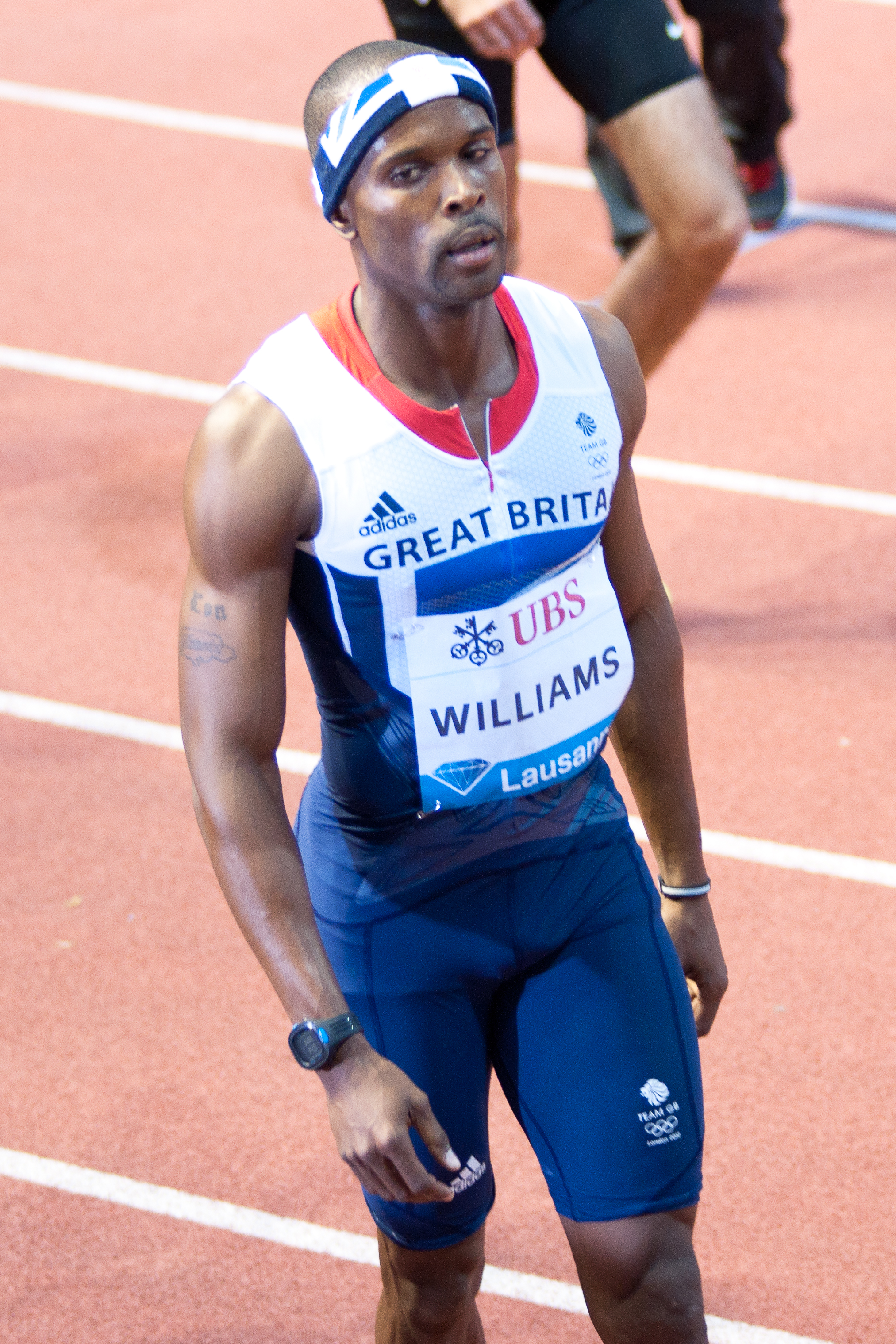
Conrad Williams – Rang acht

### Lauf 2
5. August 2012, 20:48 Uhr
| Platz | Name            | Nation         | Zeit (s) |
| ----- | --------------- | -------------- | -------- |
| 1     | Kirani James    | Grenada        | 44,59    |
| 2     | Chris Brown     | Bahamas        | 44,67    |
| 3     | Jonathan Borlée | Belgien        | 44,99    |
| 4     | Tony McQuay     | USA            | 45,31    |
| 5     | Nigel Levine    | Großbritannien | 45,64    |
| 6     | Albert Bravo    | Venezuela      | 46,22    |
| 7     | Oscar Pistorius | Südafrika      | 46,54    |
| DOP   | Maxim Dyldin    | Russland       | 45,39    |

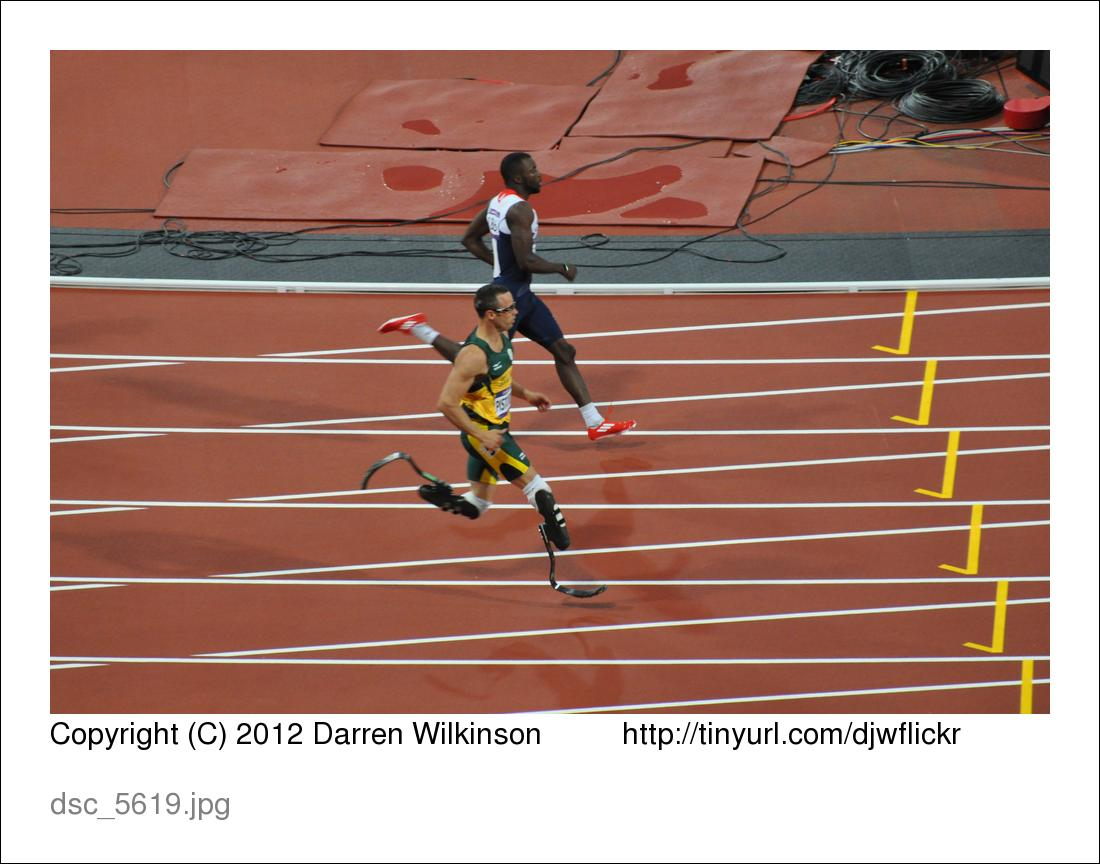
Zweites Halbfinale: Oscar Pistorius (im Vordergrund) und Nigel Levine – beide ausgeschieden

Weitere im zweiten Halbfinale ausgeschiedene Läufer:

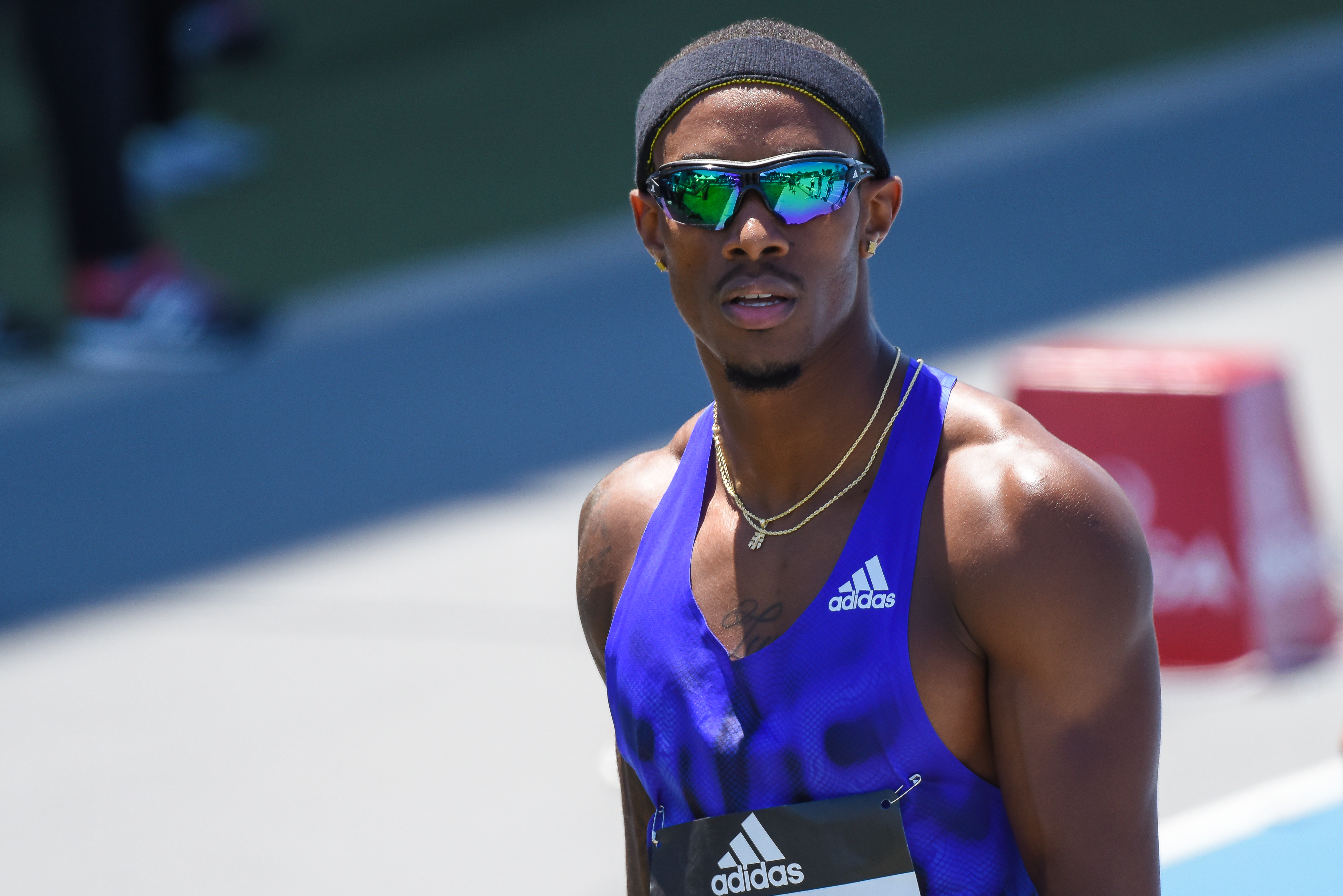
Tony McQuay – Rang vier
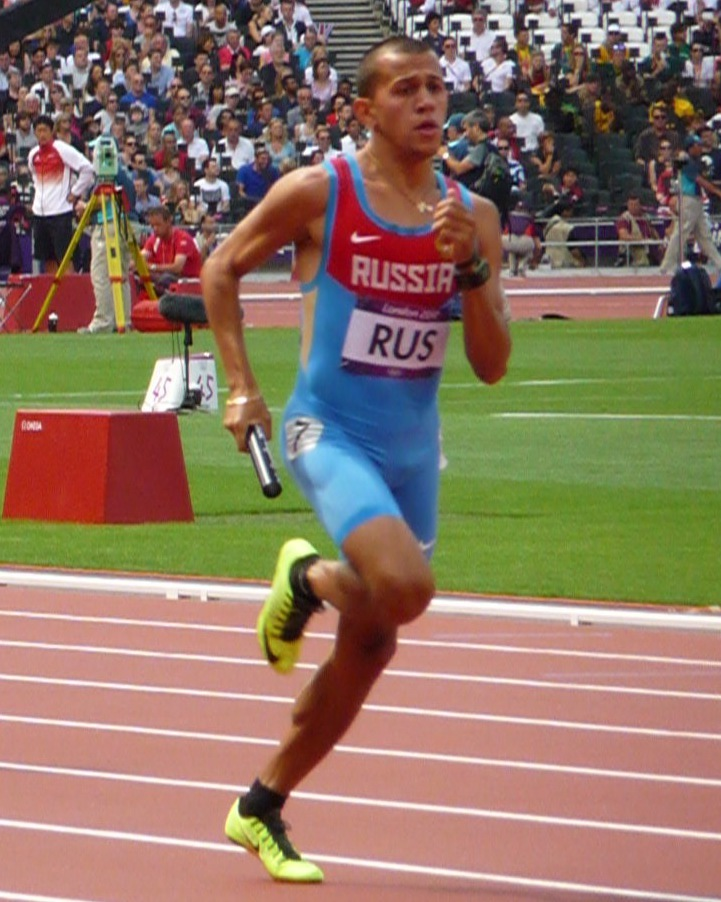
Maxim Dyldin – gedopt und disqualifiziert

### Lauf 3
5. August 2012, 20:56 Uhr
| Platz | Name                | Nation                        | Zeit        |
| ----- | ------------------- | ----------------------------- | ----------- |
| 1     | Luguelín Santos     | Dominikanische Republik       | 44,78 s00   |
| 2     | Kevin Borlée        | Belgien                       | 44,84 s00   |
| 3     | Bryshon Nellum      | USA                           | 45,02 s00   |
| 4     | Ramon Miller        | Bahamas                       | 45,11 s00   |
| 5     | Martyn Rooney       | Großbritannien                | 45,31 s00   |
| 6     | Dane Hyatt          | Jamaika                       | 45,59 s00   |
| 7     | Youssef Masrahi     | Saudi-Arabien                 | 45,91 s00   |
| 8     | Liemarvin Bonevacia | Unabhängige Olympiateilnehmer | 1:36,42 min |

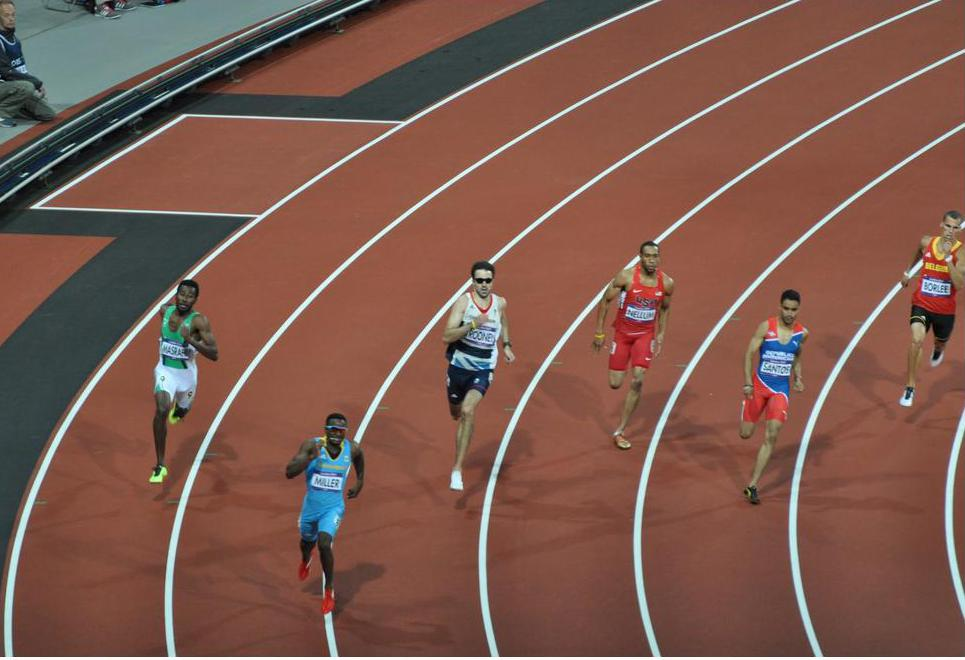
Szene aus dem dritten Halbfinale (von außen nach innen.):: Youssef Masrahi, Ramon Miller, Martyn Rooney, Bryshon Nellum, Luguelín Santos, Kevin Borlée

Im dritten Halbfinale ausgeschiedene Läufer:

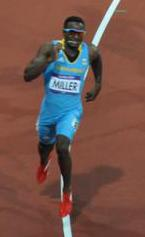
Ramon Miller – Rang vier
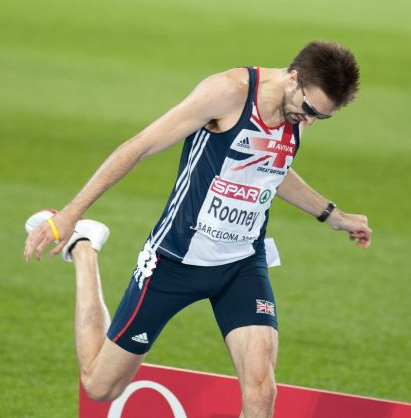
Martyn Rooney – Rang fünf
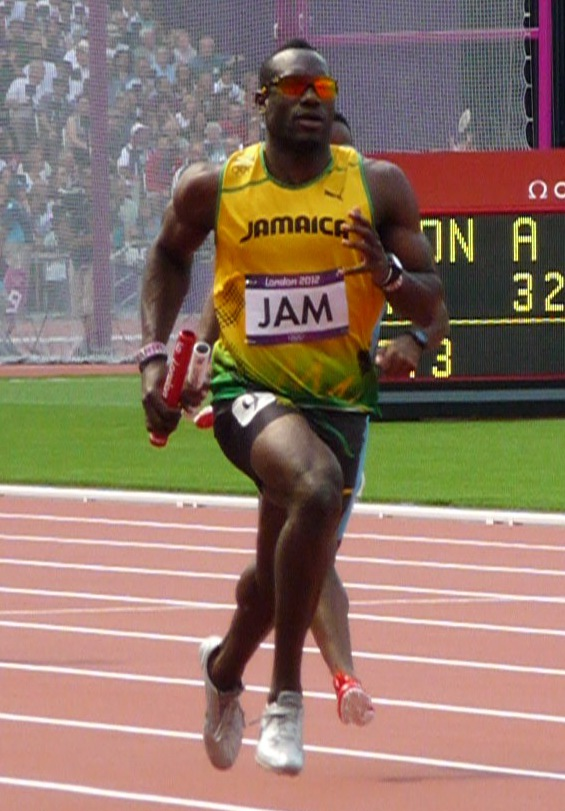
Dane Hyatt – Rang sechs
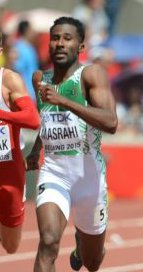
Youssef Masrahi – Rang sieben
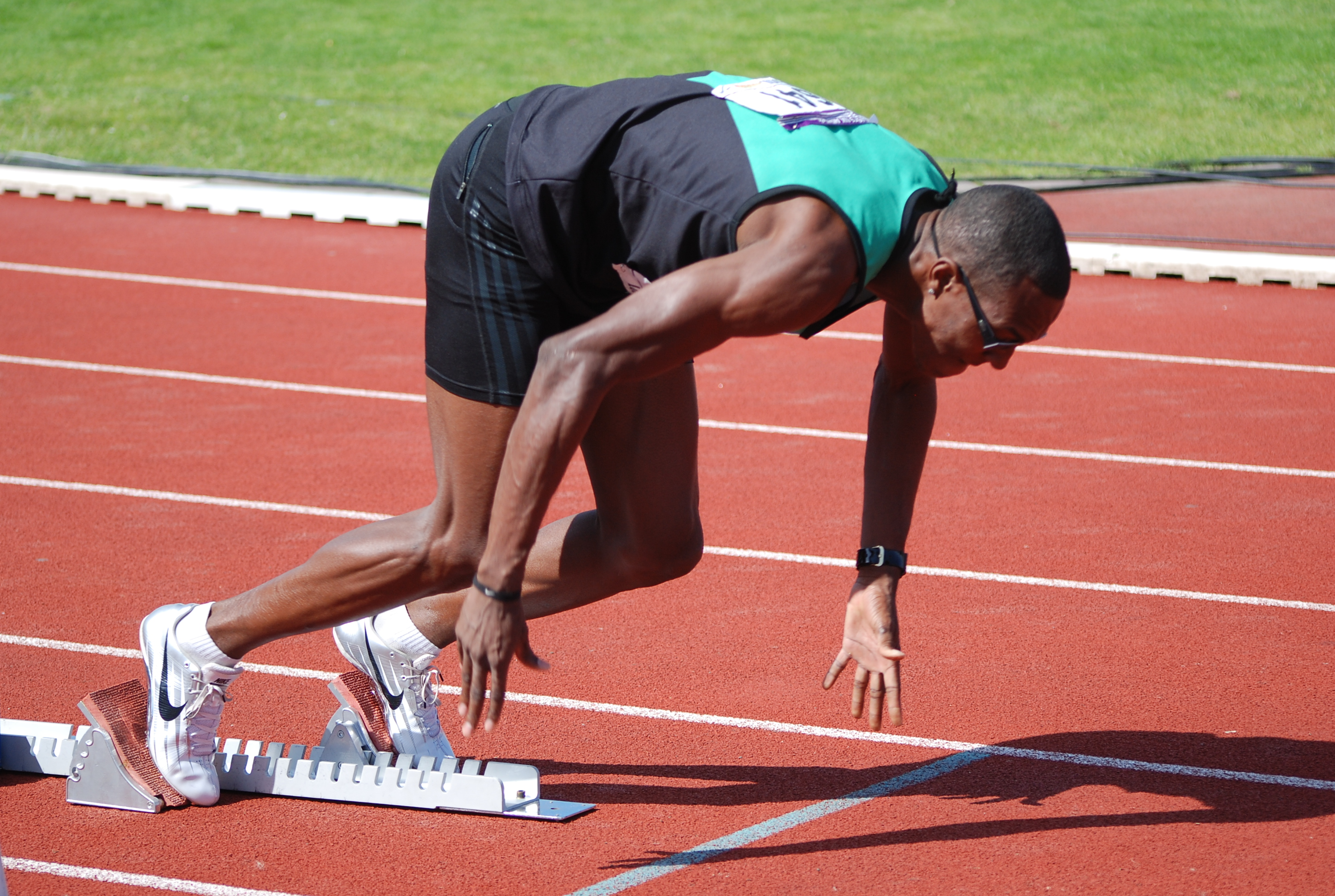
Liemarvin Bonevacia – Rang acht

## Finale
6. August 2012, 21:30 Uhr
| Platz | Name             | Nation                  | Zeit (s) | Anmerkung |
| ----- | ---------------- | ----------------------- | -------- | --------- |
| 1     | Kirani James     | Grenada                 | 43,94    | NR        |
| 2     | Luguelín Santos  | Dominikanische Republik | 44,46    |           |
| 3     | Lalonde Gordon   | Trinidad und Tobago     | 44,52    |           |
| 4     | Chris Brown      | Bahamas                 | 44,79    |           |
| 5     | Kevin Borlée     | Belgien                 | 44,81    |           |
| 6     | Jonathan Borlée  | Belgien                 | 44,83    |           |
| 7     | Demetrius Pinder | Bahamas                 | 44,98    |           |
| 8     | Steven Solomon   | Australien              | 45,14    |           |

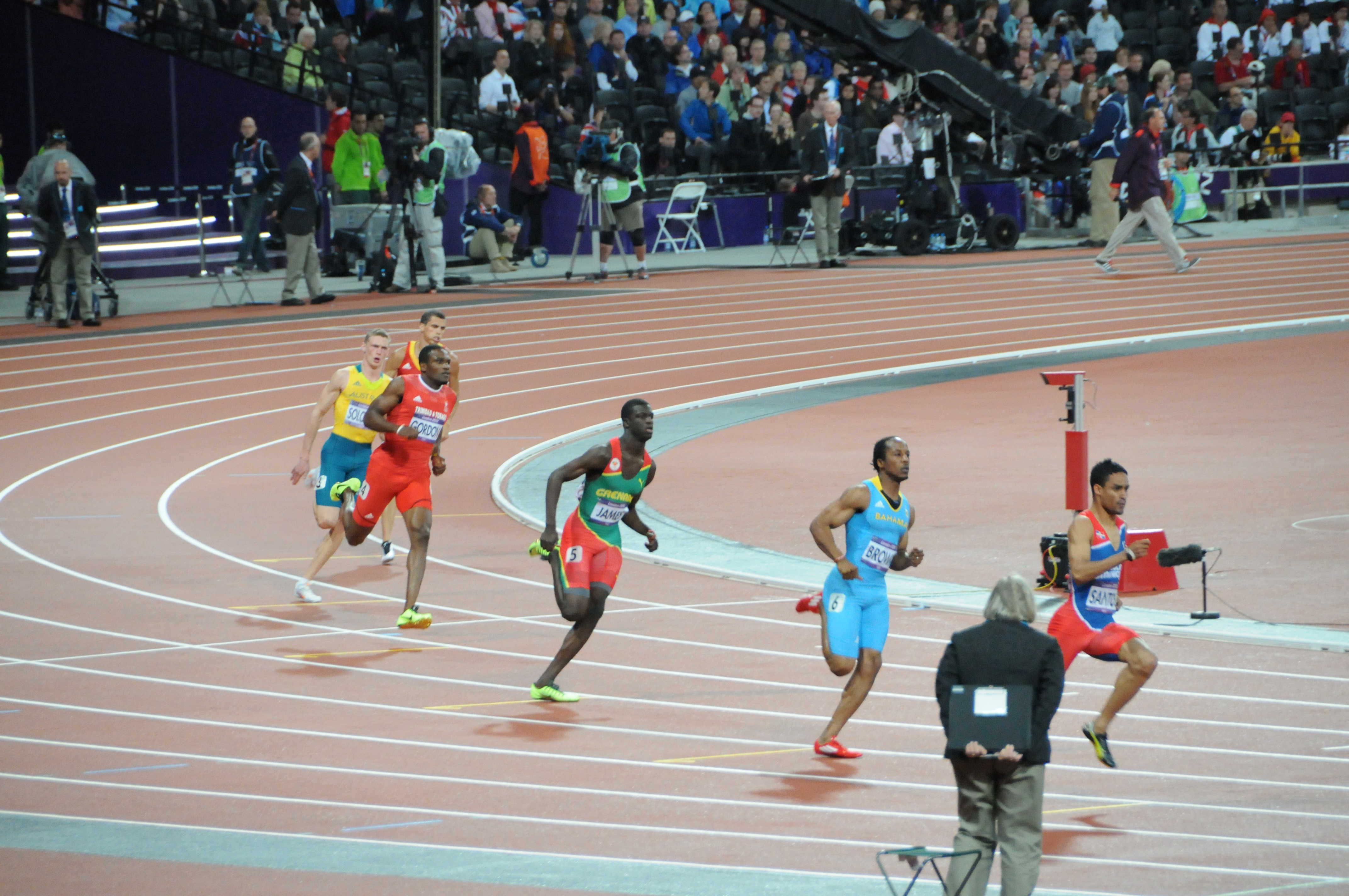
Finalrennen ausgangs der Startkurve (v. l. n. r.): Jonathan Borlée, Steven Solomon, Lalonde Gordon, Kirani James, Chris Brown, Luguelín Santos

Im Finale standen sich zwei Belgier und zwei Athleten von den Bahamas gegenüber. Hinzu kamen je ein Teilnehmer aus Australien, der Dominikanischen Republik, Grenada sowie aus Trinidad und Tobago. Zum dritten Mal in der olympischen Geschichte nahm kein US-Athlet am 400-Meter-Endlauf teil. 1908 waren im Wiederholungslauf zwei qualifizierte US-Amerikaner nicht angetreten, 1980 hatten die USA die Spiele in Moskau boykottiert. Somit geschah dies erstmals aus rein sportlichen Gründen.
Mit Kirani James gewann erstmals ein Sportler der Karibikinsel Grenada eine olympische Medaille. Ungewöhnlich an dem Finale war zudem, dass alle drei Medaillengewinner aus drei karibischen Inselstaaten stammten.
Die Siegeszeit von 43,94 s ist die erste Zeit unter 44 Sekunden, die ein Sportler, der nicht aus den USA stammt, erreichte. Nach dem Olympiasieger von 1988 Steve Lewis ist Kirani James erst der zweite Sportler unter zwanzig Jahren, der die 44-Sekunden-Marke unterbot.
Es war das erste olympische Finale, in dem mit den Belgiern Kevin und Jonathan Borlée Zwillingsbrüder an den Start gingen.

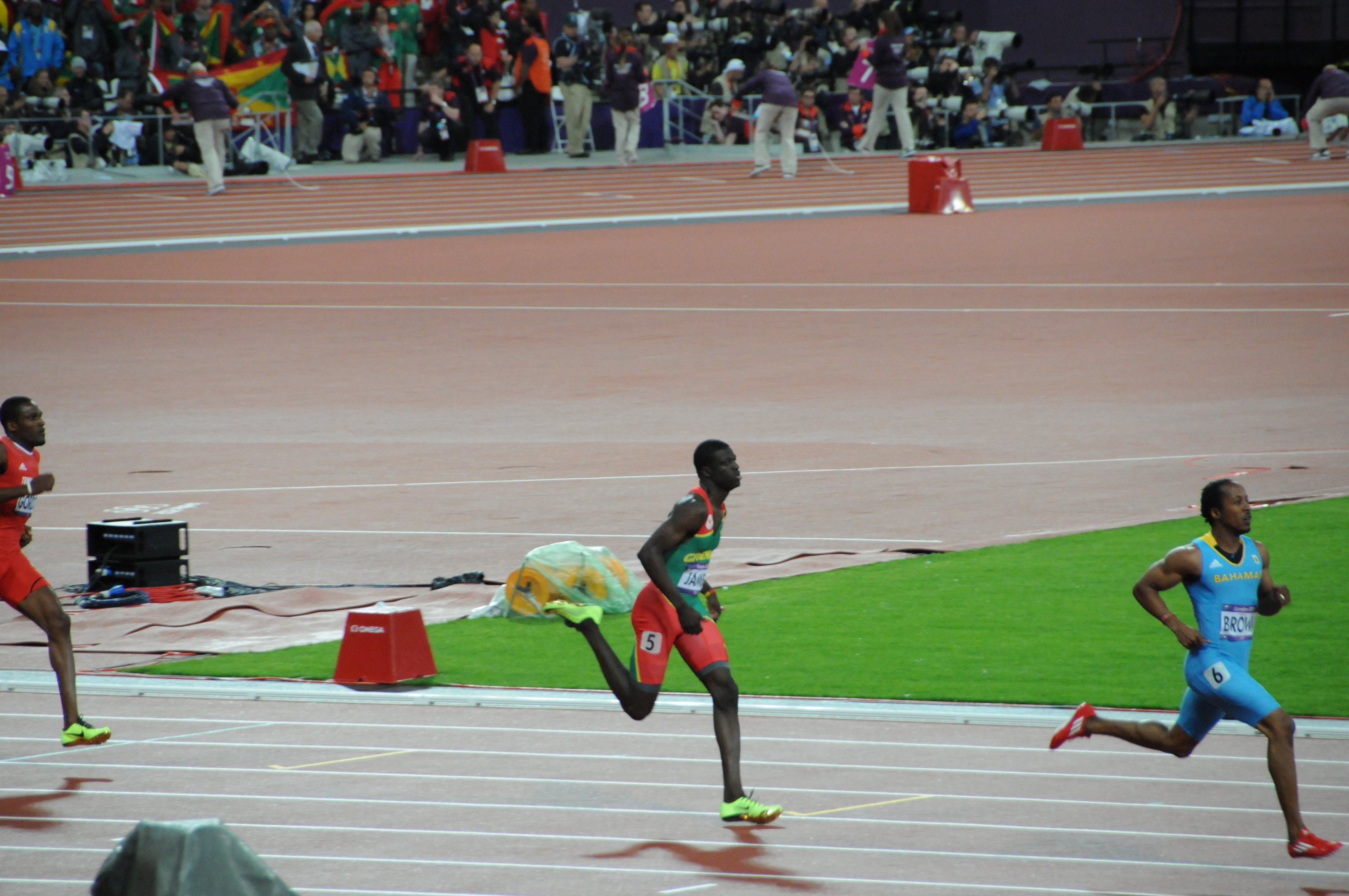
Kurz vor dem Ziel des 400-Meter-Finales: Kirani James vor Lugelin Santos und Lalonde Gordon
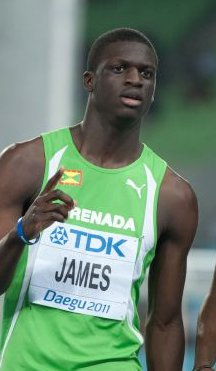
Olympiasieger: Kirani James
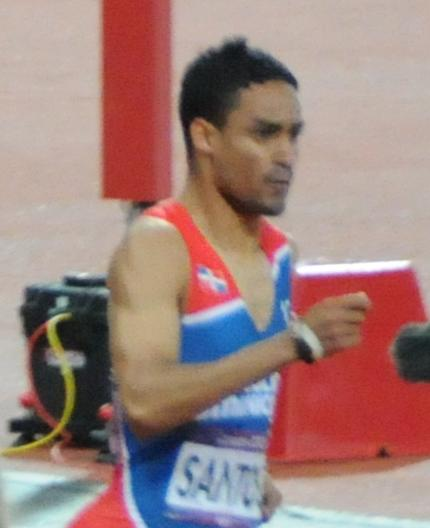
Silbermedaille: Luguelin Santos
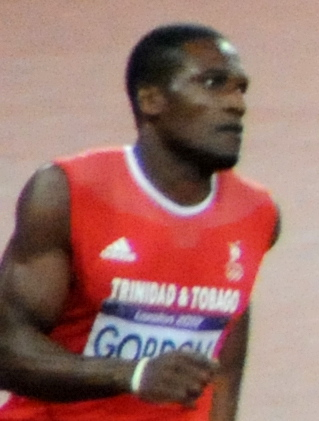
Bronzemedaille: Lalonde Gordon

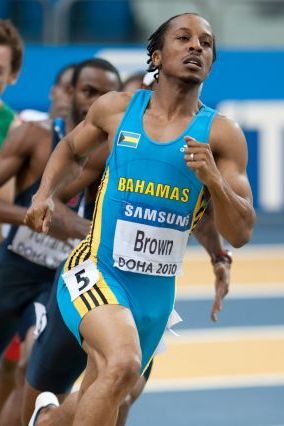
Chris Brown kam auf den vierten Platz
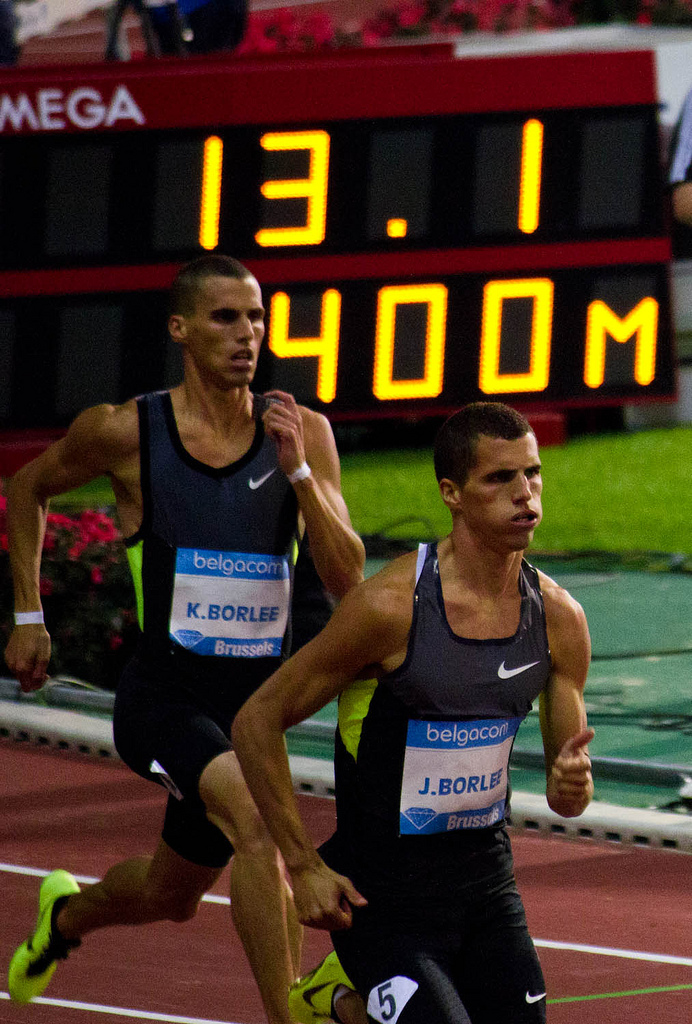
Die Zwillinge Kevin und Jonathan Borlée belegten die Ränge fünf und sechs
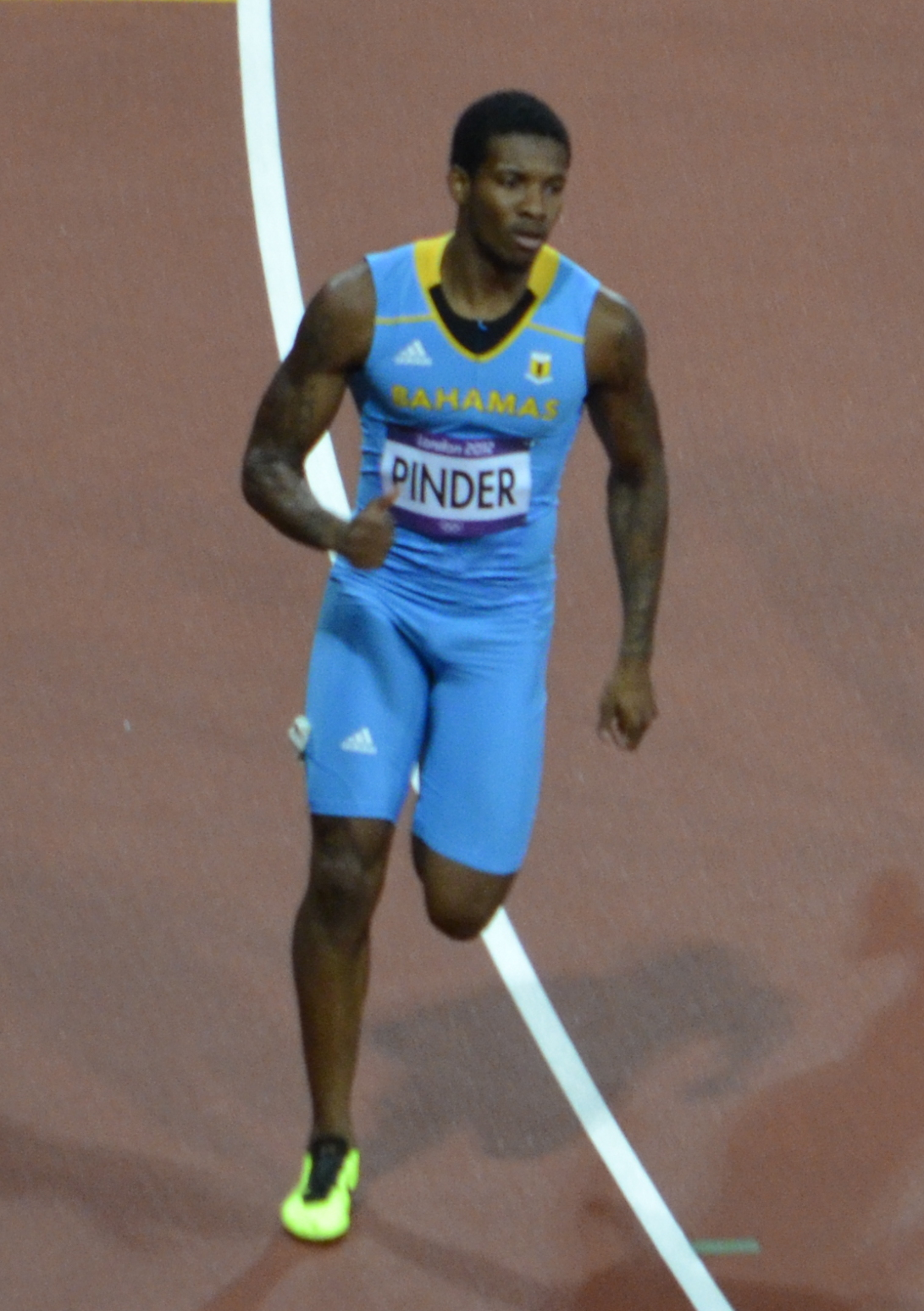
Demetrius Pinder erreichte Platz sieben
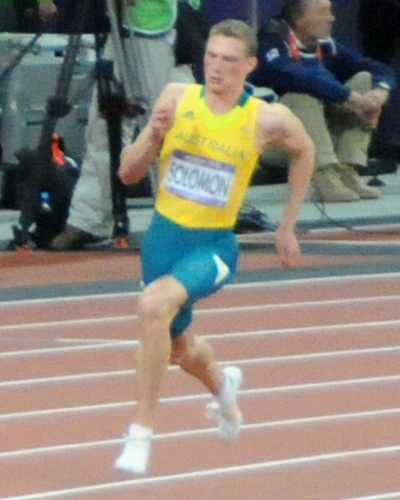
Rang acht für Steven Solomon

## Videolinks
- Santos, James & Brown Advance - Men's 400m Round 1 - London 2012 Olympics, youtube.com, abgerufen am 23. März 2022
- Kirani James (GRN) and Luguelin Santos (DOM) Win 400m Semi-Finals - London 2012 Olympics, youtube.com, abgerufen am 23. März 2022
- Kirani James (GRN) Wins 400m Gold - Full Replay - London 2012 Olympics, youtube.com, abgerufen am 23. März 2022